# Movimiento Bhakti

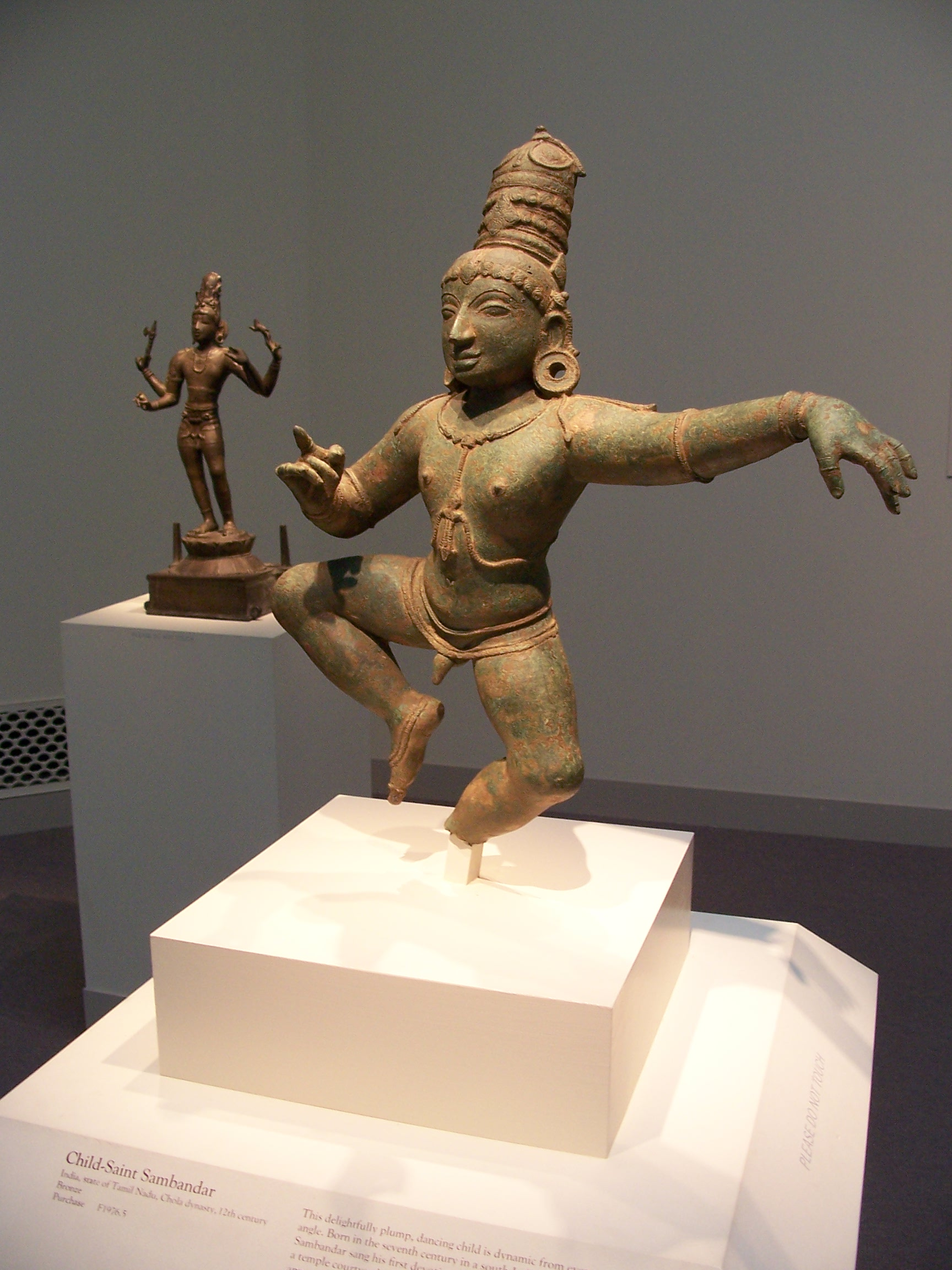
El Niño Santo Sambandar, dinastía Chola, Tamil Nadu de la Freer Gallery of Art, Washington D. C., es uno de los sesenta y tres Nayanars del movimiento Saiva Bhakti.

El Movimiento Bhakti se refiere a la tendencia devocional teísta que surgió en el hinduismo medieval, y más tarde se revolucionó en el sijismo. Se originó en el sur de la India tamil del siglo VIII (ahora Tamil Nadu y Kerala), y se extendió hacia el norte. Barrió el este y el norte de la India desde el siglo XV en adelante, alcanzando su cenit entre los siglos XV y XVII.
El movimiento bhakti se desarrolló regionalmente en torno a diferentes deidades hinduistas, como el visnuismo (Vishnu), shivaísmo (Shiva), shaktismo (diosas Shakti) y smarta. El movimiento fue inspirado por muchos poetas-santos, que defendieron una amplia gama de posiciones filosóficas hindúes que van desde el no dualismo teísta de Dvaita hasta el monismo absoluto de Advaita Vedanta.
El movimiento ha sido tradicionalmente considerado como una reforma social influyente en el hinduismo, y proporcionó un camino alternativo centrado en el individuo hacia la espiritualidad, independientemente de la casta de nacimiento o género de una persona. Los eruditos posmodernos cuestionan esta visión tradicional y si el movimiento Bhakti alguna vez fue una reforma o rebelión de cualquier tipo. Sugieren que el movimiento de Bhakti fue un renacimiento, una reelaboración y una recontextualización de las antiguas tradiciones védicas y de las diferentes denominaciones en el hinduismo.
Las escrituras del movimiento Bhakti incluyen el Bhagavad-gītā, Bhagavata-purana y Padma-purana .

## Terminología
La palabra sánscrita bhakti se deriva de la raíz bhaj, que significa "dividir, compartir, participar, pertenecer a". La palabra también significa "apego, devoción, afición, homenaje, fe o amor, culto, piedad a algo como un principio espiritual, religioso o medio de salvación".
El significado del término Bhakti es análogo, pero diferente de Kāma. Kāma connota conexión emocional, a veces con devoción sensual y amor erótico. Bhakti, por el contrario, es espiritual, un amor y una devoción a los conceptos o principios religiosos, que involucra tanto la emoción como la intelección. Karen Pechelis afirma que la palabra Bhakti no debe entenderse como emoción no crítica, sino como compromiso asumido. El movimiento bhakti en el hinduismo se refiere a las ideas y el compromiso que surgieron en la época medieval sobre el amor y la devoción a los conceptos religiosos construidos en torno a uno o más dioses y diosas. Quien practica bhakti se llama bhakta.

## Raíces textuales
Los textos antiguos de la India, que datan del primer milenio a. C., como el Shvetashvatara Upanishad, el Katha Upanishad y el Bhagavad-gītā mencionan a Bhakti.

### Shvetashvatara Upanishad

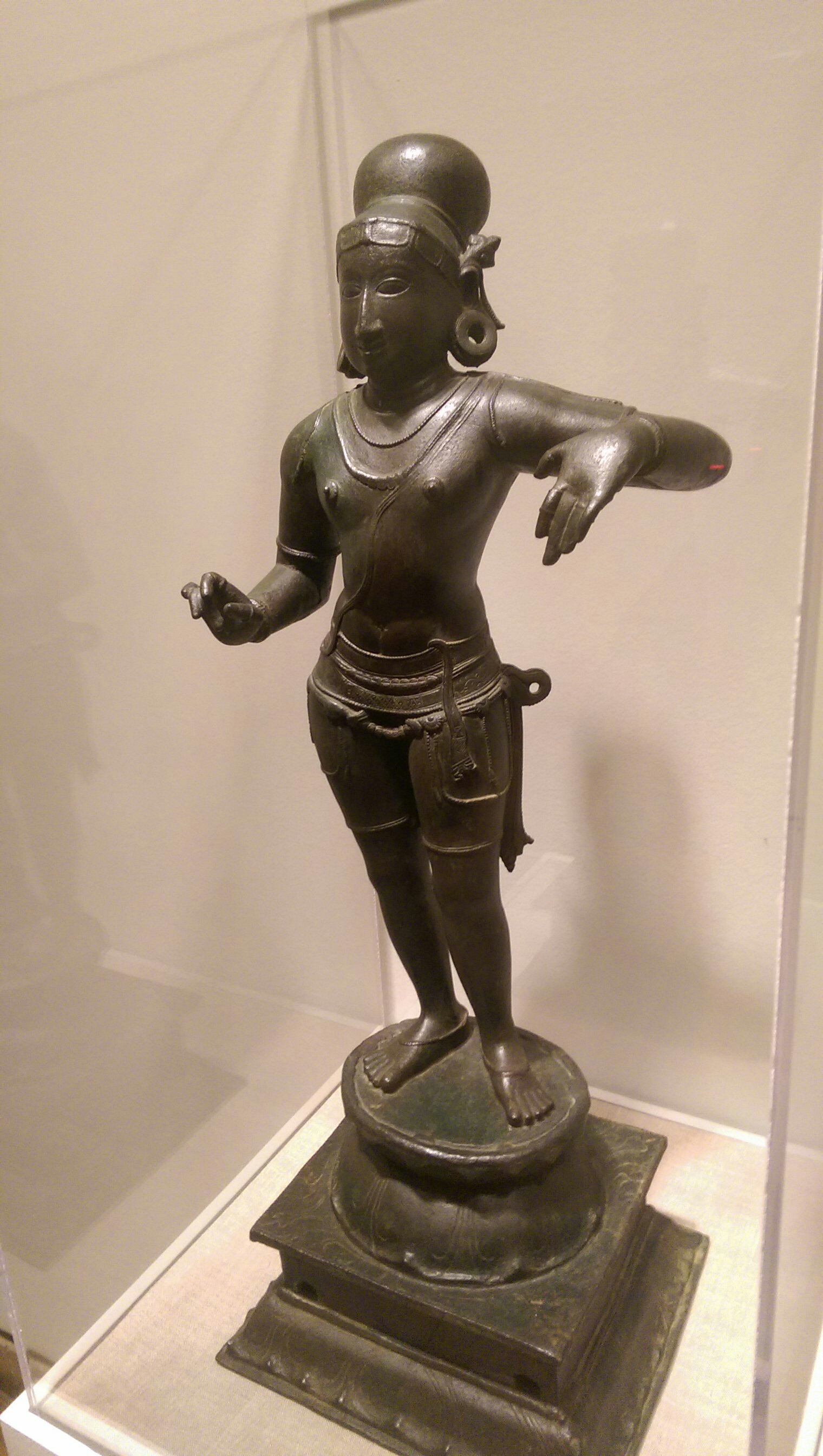
Una escultura de aleación de cobre de un practicante de Shiva Bhakti de Tamil Nadu (o posterior).

El último de los tres versos del epílogo de Shvetashvatara Upanishad, 6.23, usa la palabra Bhakti de la siguiente manera:

यस्य देवे परा भक्तिः यथा देवे तथा गुरौ ।

तस्यैते कथिता ह्यर्थाः प्रकाशन्ते महात्मनः ॥ २३ ॥

He who has highest Bhakti (love, devotion) of Deva (God),

just like his Deva, so for his Guru (teacher),

To him who is high-minded,

these teachings will be illuminating.

Traducción:

Aquel que tiene el mayor Bhakti (amor, devoción) de Deva (Dios), al igual que su Deva, así para su Gurú (maestro), Al que es magnánimo, estas enseñanzas serán esclarecedoras.

 
Shvetashvatara Upanishad 6.23

Este verso es notable por el uso de la palabra Bhakti, y ha sido ampliamente citado como una de las menciones más antiguas del «amor de Dios». Los estudiosos, han debatido si esta frase es auténtica o una inserción posterior en el Upanishad, y si los términos "Bhakti" y "Dios" significaban lo mismo en este texto antiguo que en el tradiciones de Bhakti de época medieval y moderna encontradas en India. Max Muller afirma que la palabra Bhakti aparece únicamente en un último verso del epílogo, podría haber sido una inserción posterior y puede no ser teísta ya que la palabra fue luego utilizada mucho más tarde en Sandilya Sutras. Grierson y Carus observan que el primer epílogo versículo 6.21 también es notable por el uso de la palabra Deva Prasada (देवप्रसाद, gracia o don de Dios), pero añaden que Deva en el epílogo de Shvetashvatara Upanishad se refiere al «Brahman panteísta» y el crédito de cierre al sabio Shvetashvatara en el versículo 6.21 puede significar «regalo o gracia de su Alma».
Doris Srinivasan, afirma que el Upanishad es un tratado sobre el teísmo, pero incorpora creativamente una variedad de imágenes divinas, con un lenguaje inclusivo que permite «tres definiciones védicas para la deidad personal». El Upanishad incluye versos en donde Dios puede identificarse con el Supremo (Brahman-Atman, Ser, Alma) en Vedanta monistic theosophy, versos que apoyan la visión dualista de las doctrinas Samkhya, así como la novedad sintética del triple Brahman donde existe un tri como el alma divina (Deva, dios teísta), alma individual (yo) y naturaleza (Prakrti, materia).  Tsuchida escribe que el Upanishad combina sincréticamente ideas monísticas en Upanishad e ideas de autodesarrollo en Yoga con la personificación de la deidad de Shiva-Rudra. Hiriyanna interpreta que el texto introduce el «teísmo personal» en la forma de Shiva Bhakti, con un cambio hacia el monoteísmo, pero en un contexto henoteístico donde se alienta al individuo a descubrir su propia definición y sentido de Dios.

### Bhagavad-gītā
El Bhagavad-gītā, una escritura postvédica compuesta en los siglos V al II a. C., introduce bhakti marga (el camino de la fe / devoción) como una de las tres formas de liberación espiritual, siendo los otros dos karma yoga (el camino de las obras) y Jñāna yoga (el camino del conocimiento). En los versos 6.31 al 6.47 del Bhagavad-gītā, Krishna como un avatar de la deidad Vishnu, describe el bhakti yoga y la devoción amorosa, como uno de los varios caminos hacia los logros espirituales más elevados.

### Sutras
A Shandilya y Narada se les atribuyen dos textos bhakti, el Shandilya Bhakti Sutra y el Narada Bhakti Sutra.

## Historia

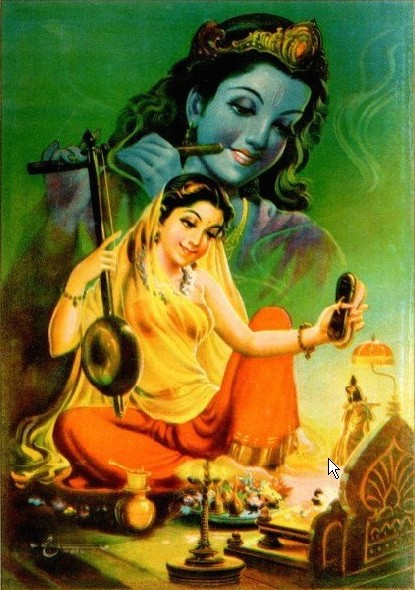
Meerabai es considerado como uno de los santos más importantes en el movimiento bhakti Vaishnava. Ella era de una familia aristocrática del en Rajasthan.

El movimiento bhakti se originó en el sur de la India durante el siglo VII, se extendió hacia el norte desde Tamil Nadu a través de Karnataka y Maharashtra, y obtuvo amplia aceptación en la Bengala del siglo XV y en el norte de la India.
El movimiento comenzó con Saiva Nayanars, y los Vaisnava Alvars, que vivieron entre los siglos V y IX. Sus esfuerzos finalmente ayudaron a difundir la poesía y las ideas bhakti en toda la India en los siglos XII y XVIII.
Los Alvars, que literalmente significan «aquellos inmersos en Dios», fueron santos poetas vaisnava que cantaban alabanzas a Vishnu mientras viajaban de un lugar a otro. Establecieron templos como Srirangam y difundieron ideas sobre el vaisnavismo . Sus poemas, compilados como Alwar Arulicheyalgal o Divya prabandha, se convirtieron en una escritura influyente para los vaisnavas. Las referencias del Bhagavata Purana a los santos Alvar del sur de la India, junto con su énfasis en el bhakti, han llevado a muchos eruditos a darle orígenes al sur de la India, aunque algunos estudiosos cuestionan si esta evidencia excluye la posibilidad de que el movimiento bhakti tuvo desarrollos paralelos en otras partes de la India.
Como los Alvars, los poetas saiva Nayanar fueron influyentes. El Tirumurai, una compilación de himnos sobre Shiva por sesenta y tres poetas-santos nayarianos, se convirtió en una escritura influyente en el Shivaísmo. El estilo de vida itinerante de los poetas ayudó a crear sitios de templos y peregrinajes y difundir ideas espirituales construidas alrededor de Shiva. Los primeros poetas del bhakti Tamil-Siva influyeron en los textos hindúes que llegaron a ser reverenciados en toda la India.
Algunos estudiosos afirman que la rápida propagación del movimiento Bhakti en la India en el segundo milenio, fue en parte una respuesta a la llegada del Islam, y el posterior gobierno islámico en la India y los conflictos entre hindúes y musulmanes. Esta opinión es impugnada por algunos eruditos, con Rekha Pande afirmando que cantar himnos bhakti extáticos en el idioma local era una tradición en el sur de la India antes de que naciera Mahoma. Según Pande, el impacto psicológico de la conquista musulmana puede haber contribuido inicialmente al bhakti de estilo comunitario por parte de los hindúes. Sin embargo, otros estudiosos afirman que las invasiones musulmanas, su conquista de templos hindúes de Bhakti en el sur de la India y la incautación / fusión de instrumentos musicales como platillos de la población local fueron en parte responsables de la posterior reubicación o fallecimiento de las tradiciones bhakti en el XVIII.
Según Wendy Doniger, la naturaleza del movimiento Bhakti puede haber sido afectada por las prácticas diarias del Islam «rendirse a Dios» cuando llegó a la India. A su vez influyó en las prácticas devocionales en el islam como el sufismo, y otras religiones en la India desde el siglo XV en adelante, como el sijismo, el cristianismo, y el jainismo.
Klaus Witz, por el contrario, rastrea la historia y la naturaleza del movimiento Bhakti a los cimientos Upanishadicos y Vedanta del hinduismo. Escribe que, virtualmente en cada poeta del movimiento bhakti, «las enseñanzas de Upanishads forman un substrato omnipresente, si no una base. Aquí tenemos un estado de cosas que no tiene paralelo en occidente. Sabiduría Suprema, que puede tomarse como básicamente no teísta y como una tradición de sabiduría independiente (que no depende de los Vedas), aparece fusionada con el más alto nivel de bhakti y con el más alto nivel de realización de Dios».

### Poetas, escritores y músicos
El movimiento Bhakti fue testigo de un aumento de la literatura hindú en los idiomas regionales, especialmente en forma de poemas devocionales y música.  Esta literatura incluye las escrituras de los Alvars y Nayanars, poemas de Andal, Basava, Bhagat Pipa, Allama Prabhu, Akka Mahadevi, Kabir, Nanak (founder of Sikhism), Tulsidas, Gusainji, Ghananand, Ramananda (founder of Ramanandi Sampradaya), Sripadaraja, Vyasatirtha, Purandara Dasa, Kanakadasa, Vijaya Dasa, Six goswamis of Vrindavan , Raskhan, Ravidas, Jayadeva Goswami, Namdev, Eknath, Tukaram, Mirabai, Ramprasad Sen, Sankardev, Vallabha Acharya, Narsinh Mehta, Gangasati y las enseñanzas de los santos como Chaitanya Mahaprabhu.
Los primeros escritores del siglo VII al X , que se sabe que han influido en los movimientos impulsados por los santos poetas son, Sambandar, Tirunavukkarasar, Sundarar, Nammalvar, Adi Shankara , Manikkavacakar y Nathamuni. Varios escritores de los siglos XI y XII desarrollaron diferentes filosofías dentro de la escuela Vedanta del hinduismo, que fueron influyentes en la tradición bhakti en la India medieval. Estos incluyen Ramanuja, Madhva, Vallabha y Nimbarka. Estos escritores defendieron un espectro de posiciones filosóficas que van desde el dualismo teísta, el no dualismo calificado y el absoluto monismo.

## Filosofía: Nirguna y Saguna Brahman
El movimiento bhakti del hinduismo tuvo dos maneras de imaginar la naturaleza de lo divino ( Brahman ): Nirguna y Saguna. Nirguna Brahman era el concepto de la Realidad Última como sin forma, sin atributos o calidad.  Saguna Brahman, en cambio, fue visualizado y desarrollado como con la forma, los atributos y la calidad.  Los dos tenían paralelismos en las antiguas tradiciones panteístas no manifiestas y teístas manifiestas, respectivamente, y trazables al diálogo Arjuna-Krishna en el Bhagavad-gītā.  Es el mismo Brahman, pero visto desde dos perspectivas, una de Nirguna foco de conocimiento y otro del enfoque amoroso de Saguna, unidos como Krishna en el Gita. La poesía de Nirguna bhakta era Jnana-shrayi, o tenía raíces en el conocimiento. La poesía de Saguna bhakta era Prema-shrayi, o con raíces en el amor. En Bhakti, el énfasis es el amor recíproco y la devoción, donde el devoto ama a Dios y Dios ama al devoto.
Jeaneane Fowler afirma que los conceptos de Nirguna y Saguna Brahman, en la raíz de la teosofía del movimiento Bhakti, experimentaron un desarrollo más profundo con las ideas de la escuela Vedanta del hinduismo, particularmente las de Advaita Vedanta de Adi Shankara, Vishishtadvaita Vedanta de Ramanuja y Dvaita Vedanta de Madhvacharya. Dos tratados influyentes sobre el bhakti del siglo XII fueron Sandilya Bhakti Sutra, un tratado que resuena con Nirguna-bhakti, y Narada Bhakti Sutra, un tratado que se inclina hacia Saguna-bhakti.
Los conceptos de Nirguna y Saguna Brahman del movimiento Bhakti han sido desconcertantes para los estudiosos, en particular la tradición nirguni porque ofrece, afirma David Lorenzen, «una devoción sincera por un Dios sin atributos, sin siquiera una personalidad definible». Sin embargo, dadas las «montañas de la literatura de Nirguna bhakti», añade Lorenzen, bhakti para Nirguna Brahman ha sido parte de la realidad de la tradición hindú junto con el bhakti de Saguna Brahman. Estas fueron dos formas alternativas de imaginar a Dios durante el movimiento bhakti.

## Impacto social
El movimiento Bhakti fue una transformación devocional de la sociedad hindú medieval, donde los rituales védicos o, alternativamente, el estilo de vida monje asceta para moksha dieron paso a la relación amorosa individualista con un dios definido personalmente. La salvación que anteriormente se consideraba alcanzable únicamente por hombres de las castas Brahmin, Kshatriya y Vaishya, estuvo disponible para todos. La mayoría de los estudiosos afirman que el movimiento Bhakti proporcionó a las mujeres y miembros de las comunidades Shudra un camino inclusivo hacia la salvación espiritual. Algunos estudiosos no están de acuerdo con que el movimiento Bhakti se basa en tales desigualdades sociales.
Los poetas-santos crecieron en popularidad, y la literatura sobre canciones devocionales en los idiomas regionales se hizo profusa. Estos santos poetas, defendieron una amplia gama de posiciones filosóficas dentro de su sociedad, desde el dualismo teísta de Dvaita hasta el monismo absoluto de Advaita Vedanta. Kabir, un santo poeta, por ejemplo, escribió en estilo Upanishádico , el estado de conocer la verdad:

No hay creación o creador allí, 

ni burdo ni fino, ni viento ni fuego, 

ni sol, luna, tierra o agua, 

ni forma radiante, ni tiempo, 

ni palabra, ni carne, ni fe, 

ni causa ni efecto, ni ninguna en los Veda, 

no Hari o Brahma, no Shiva o Shakti, 

ni peregrinaciones ni rituales, 

ni madre, padre o gurú allí ...
Kabir, Shabda 43

El impacto del movimiento bhakti en la India fue similar al de la Reforma Protestante del cristianismo en Europa. Evocaba la religiosidad compartida, la emoción directa y la intelección de lo divino, y la búsqueda de ideas espirituales sin el exceso de superestructuras institucionales. Surgieron prácticas que traían nuevas formas de liderazgo espiritual y cohesión social entre los hindúes medievales, como el canto comunitario, el canto de nombres de deidades, festivales, peregrinaciones, rituales relacionados con el Saivismo, Vaisnavismo y Shaktismo. Muchas de estas prácticas regionales han sobrevivido en la era moderna.

### Donaciones sociales

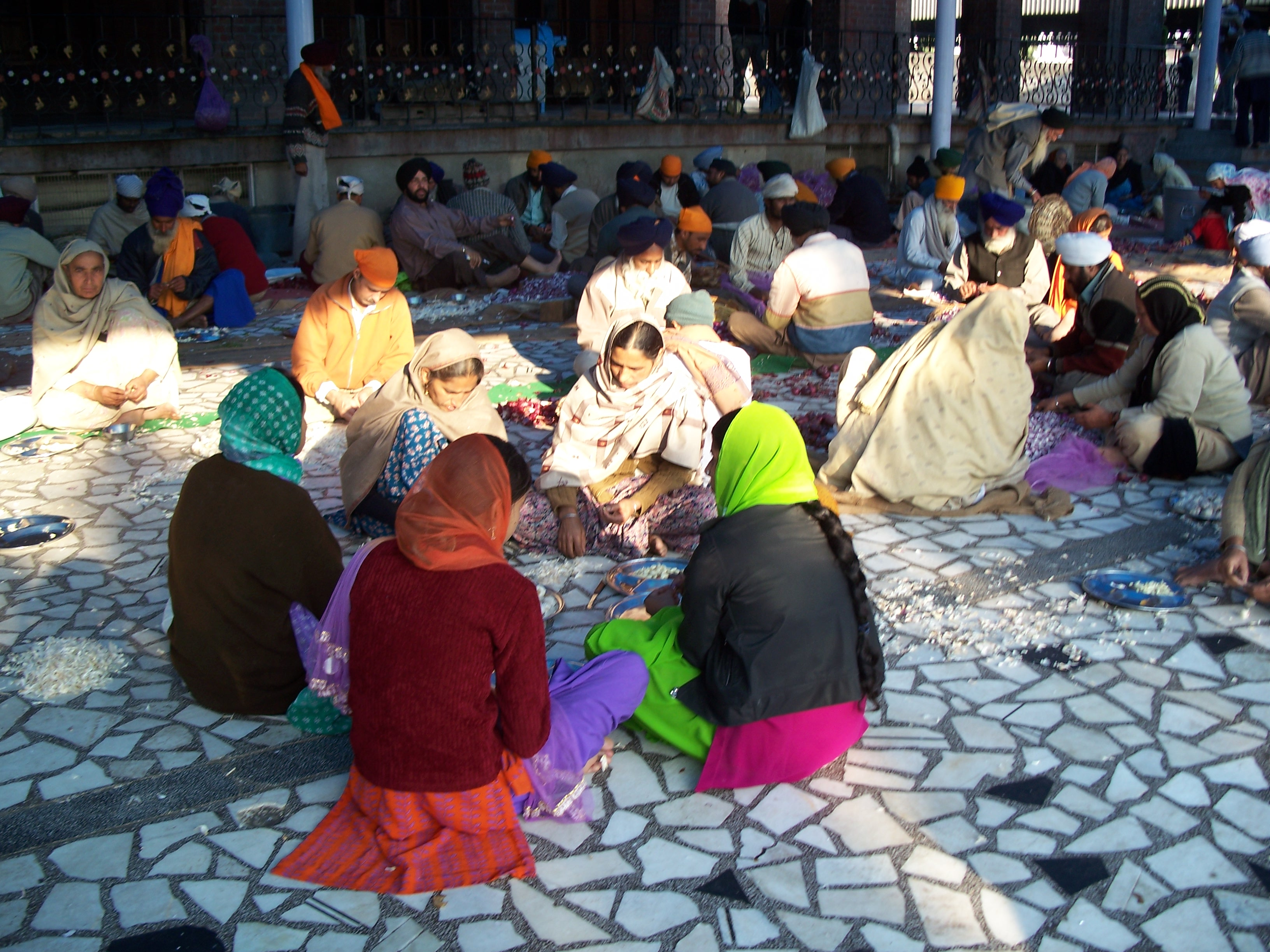
Voluntarios preparando el langar en el Templo Dorado en Amritsar, India.

El movimiento introdujo nuevas formas de donaciones sociales voluntarias como Seva (servicio, por ejemplo, a un templo o escuela de gurú o construcción de la comunidad), Dāna (caridad) y cocinas comunitarias con alimentos compartidos gratuitos. De los conceptos de cocina comunitaria, el vegetariano Langar presentado por Nanak se convirtió en una institución bien establecida a lo largo del tiempo, empezando por el noroeste de India y expandiéndose a todas partes donde se encuentran las comunidades sij. Otros santos como Dadu Dayal defendieron un movimiento social similar, una comunidad que creía en Ahimsa, (no violencia) hacia todos los seres vivos, igualdad social y cocina vegetariana, así como conceptos de servicio social mutuo. Los templos Bhakti y matha (monasterios hindúes) de la India adoptaron funciones sociales como ayudar a las víctimas después de un desastre natural, ayudar a los agricultores pobres y marginales, proporcionar trabajo comunitario, alimentar a los pobres, albergue gratuito para niños pobres y promover el cultura.

### Sijismo, Shakti y el movimiento Bhakti
Algunos estudiosos llaman al sijismo una secta bhakti de las tradiciones indias. En el sijismo, se enfatiza «nirguni Bhakti» - devoción a lo divino sin Gunas (cualidades o forma), pero acepta las formas nirguni y saguni de lo divino.
El Sri Gurú Granth Sahib Ji, la escritura de los Sikhs, contiene los himnos de los gurús del sijismo, trece bhagats hindúes y dos bhagats musulmanes. Algunos de los Bhagats cuyos himnos estaban incluidos en el Guru Granth Sahib, eran poetas bhakti que enseñaron sus ideas antes del nacimiento de Gurú Nanak, el primer gurú sij. Los trece bhagats hindúes cuyos himnos se ingresaron en el texto, fueron santos poeta del movimiento Bhakti, e incluyen:Ramananda, Namdev, Pipa, Ravidas, Beni, Bhikhan, Dhanna, Jayadeva, Parmanand, Sadhana, Sain, Surdas, Trilochan, mientras que los dos bhagats musulmanes fueron Kabir y el sufi santo Farid. La mayoría de los 5.894 himnos de las escrituras Sikh provienen de los gurús Sikh. Las tres contribuciones más importantes en la escritura sij de los bhagats no sikh procedían de Bhagat Kabir (292 himnos), Bhagat Farid (134 himnos) y Bhagat Namdev (60 himnos).
Mientras que el Sijismo fue influenciado por el movimiento Bhakti,  e incorporó himnos de los santos poetas Bhakti, no fue simplemente una extensión del movimiento Bhakti. El sijismo, por ejemplo, no estuvo de acuerdo con algunas de las opiniones de los santos bhakti Kabir y Ravidas.
El Gurú Nanak , el primer gurú sij y el fundador del sijismo, era un santo bhakti. Enseñó, afirma Jon Mayled, que la forma más importante de adoración es el Bhakti. Nam-simran, la realización de Dios, es una importante práctica de Bhakti en el sijismo. Gurú Arjan Dev Ji, en su Sukhmani Sahib, recomendó que la verdadera religión es una de amorosa devoción a Dios. La escritura sij Gurú Granth Sahib incluye sugerencias para un Sikh para realizar constante Bhakti. Los temas de Bhakti en el sijismo también incorporan las ideas de Shakti (poder).
Algunas sectas sij fuera de la región de Punjab de la India, como las que se encuentran en Maharashtra y Bihar, practican Aarti con lámparas en un Gurdwara.  Las ceremonias de oración arti y devocional también se encuentran en la Religión ravidassia, anteriormente parte del sijismo.

## Budismo, Jainismo y movimiento Bhakti
El Bhakti ha sido una práctica frecuente en varias sectas de Jaina, en donde los eruditos Tirthankara (Jina) y los gurús humanos son considerados seres superiores y venerados con ofrendas, canciones y oraciones Āratī.  John Cort sugiere que el movimiento bhakti en el posterior hinduismo y jainismo puede compartir raíces en los conceptos vandan y pujan de la tradición Jaina.
Las tradiciones bhakti de la era medieval entre las tradiciones indias no teístas como el budismo y el jainismo han sido reportadas por los estudiosos, donde las ceremonias de devoción y oración estaban dedicadas a un gurú iluminado, principalmente a Buda y Jina Mahavira respectivamente, así como a otros.  Karel Werner señala que Bhatti (Bhakti in Pali) ha sido una práctica significativa en el budismo Theravada, y afirma: «No puede haber ninguna duda de que la profunda devoción  bhakti / bhatti existe en el budismo y que tuvo sus comienzos en el primeros días».

## Cristianismo
Bhakti, según William Dyrness, ha sido un «punto de convergencia» entre la tradición evangélica cristiana y la tradición devocional hindú. Ha ayudado a los cristianos de la India a dedicarse a Dios como algo distinto de su creación, y como un ser personal para amar, esperar la gracia a través de la devoción de entrega propia. Las canciones fueron compuestas por poetas como AJ Appasamy, Sadhu Sundar Singh y otros primeros conversos de principios del siglo XX que eran ricos en letras y sacaron a relucir el misticismo, las leyendas y el significado del cristianismo. Según Kugler, algunos de los pioneros del bhakti en las sectas cristianas en la India incluyen a Murari David.

## Controversia y dudas en la erudición posmoderna
Los eruditos posmodernos cuestionan si las teorías del siglo XIX y principios del siglo XX sobre el movimiento bhakti en la India, su origen, naturaleza e historia son precisas. Pechilis en su libro sobre el movimiento Bhakti, por ejemplo, afirma:

Los académicos que escribieron sobre el bhakti a fines del siglo XIX y principios del siglo XX estuvieron de acuerdo en que el bhakti en la India era, por excelencia, un movimiento de reforma monoteísta. Para estos estudiosos, la conexión inextricable entre el monoteísmo y la reforma tiene un significado tanto teológico como social en términos del desarrollo de la cultura india. Las imágenes orientalistas del bhakti se formularon en un contexto de descubrimiento: un momento de contacto cultural organizado, en el que muchas agencias, incluidas las administrativas, académicas y misioneras, a veces encarnadas en una sola persona, buscaban el conocimiento de la India. A través de la conexión del idioma indoeuropeo, los primeros orientalistas creían que, en cierto sentido, estaban viendo su propia ascendencia en los textos antiguos y en las costumbres «anticuadas» de los pueblos indígenas. A este respecto, ciertos eruditos podrían identificarse con el monoteísmo de bhakti. Visto como un movimiento de reforma, bhakti presentó un paralelo con la agenda orientalista de intervención al servicio del imperio.
Karen PechilisThe Embodiment of Bhakti

Madeleine Biardeau afirma, al igual que Jeanine Miller, que el movimiento Bhakti no fue ni una reforma ni una innovación repentina, sino la continuación y expresión de ideas que se encuentran en los Vedas, las enseñanzas de Bhakti marga del Bhagavad Gita , el Kaṭha-upaniṣad y el Shvetashvatara Upanishad.
John Stratton Hawley describe estudios recientes que cuestionan la antigua teoría del origen del movimiento bhakti y la «historia de movimientos del sur hacia el norte», y luego afirma que el movimiento tenía múltiples orígenes, mencionando a Brindavan en el norte de la India como otro centro. Hawley describe la controversia y los desacuerdos entre académicos indús y cita la preocupación de Hegde de que la teoría del «movimiento bhakti fue una reforma» ha sido respaldada por «seleccionar canciones particulares de un gran corpus de literatura bhakti» y que si la totalidad de la literatura de un único autor como Basava se considera junto con su contexto histórico, no hay ni reforma ni necesidad de reforma.
Sheldon Pollock escribe que el movimiento Bhakti no fue ni una rebelión contra los brahmines ni las castas superiores ni una rebelión contra el idioma sánscrito, porque muchos de los pensadores prominentes y primeros líderes del movimiento bhakti eran brahmines y castas superiores, y debido a que gran parte del principio y más tarde, la poesía y la literatura de Bhakti estaban en sánscrito. Además, afirma Pollock, la evidencia de las tendencias bhakti en el antiguo hinduismo del sudeste asiático en el 1.er milenio, como las de Camboya e Indonesia, donde la era védica es desconocida, y donde la casta superior, la nobleza hindú y los mercaderes introdujeron las ideas bhakti del hinduismo, sugieren que las raíces y la naturaleza del movimiento bhakti son principalmente una búsqueda espiritual y política en lugar de una rebelión de alguna forma.
John Guy afirma que la evidencia de los templos hindúes y las inscripciones chinas del siglo VIII sobre los mercaderes tamil, presenta motivos bhakti en las ciudades comerciales chinas, particularmente en el templo Kaiyuan (Quanzhou). Estos también se en muestran monasterios sauditas, vaishnavitas e hindúes brahmines venerados por los temas bhakti en China.
Los eruditos cada vez más están disminuyendo, afirma Karen Pechilis, las premisas antiguas y el lenguaje de «alteridad radical, monoteísmo y reforma de la ortodoxia» para el movimiento bhakti. Muchos estudiosos ahora están caracterizando el surgimiento del bhakti en la India medieval como un renacimiento, una reelaboración y recontextualización de los temas centrales de las tradiciones védicas.